# 1402

## Събития
- Битката при Анкара. Монголите на Тимур побеждават османците и пленяват Баязид I.

## Родени
- Елеонора Арагонска, кралица на Португалия
- 28 април – Несауалкойотъл, владетел на Текскоко